# Lialis burtonis
Lialis burtonis är en ödleart som beskrevs av  John Edward Gray 1835. Lialis burtonis ingår i släktet Lialis och familjen fenfotingar. Inga underarter finns listade i Catalogue of Life.
Arten förekommer i Australien och på några av de indonesiska Aruöarna. Honor lägger ägg.